# 聖書の誤記
歴史を通して、聖書は世界中の様々な言語に訳され、出版されてきた。その中には誤記・誤植や、現代から見れば奇異に思われる翻訳を含むものが数多く存在する。本項目聖書の誤記（せいしょのごき）ではその事例を挙げる。
以下、文中における聖書の日本語訳は口語旧約聖書（日本聖書協会、1955年）と口語新約聖書（日本聖書協会、1954年）を引用し、誤植に応じて一部改変している。

## 手稿本

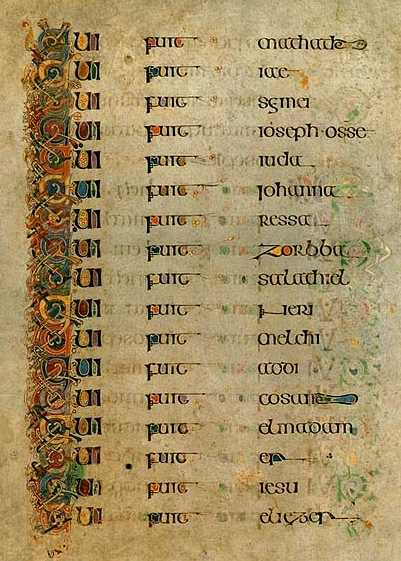
ケルズの書

### ケルズの書（800年頃）
ケルズの書におけるルカによる福音書、イエスの系図には、第3章第26節において一人余分に先祖を数えている（画像、上から2番目の名前 "IAE"）。これは転写者が"QUI FUIT MAHTATHIAE"を"QUI FUIT MATHATH | IAE"と解釈し、IAEという人物が別にいると考えたため（そうして別にQUI FUITを付け加えたため）である。
マタイによる福音書、第10章第34節は、「平和ではなく、つるぎ(gladium)を投げ込むためにきたのである。」という文である。しかし、ケルズの書には"gladium"（つるぎ）ではなく"gaudium"（よろこび）と書かれている。そのため、この文は「平和（だけ）ではなく、よろこびを（も）投げ込むためにきたのである。」という意味になる。

### ディアの書（10世紀）
ディアの書には数多くの誤りがある。ルカによる福音書の中のイエスの系図では、セトが第一の人間にしてアダムの祖父とされている。

## 活版印刷

### カヴァデール聖書
"Bug Bible" （虫の聖書）
マイルズ・カヴァデール版の1535年刊行（出版者、刊行年に異説あり）の聖書には詩篇第91篇第5節(Psalm 91:5)において「あなたは夜の虫(bugges)をも恐れることはない」と書かれていることから、「虫の聖書」として知られる。ただし、この聖書は中英語で書かれており、"bugge"は"boggart"（ボガート）に通じる、「さまよう亡霊」や「幽霊」を意味する言葉であるため、必ずしも誤訳ではない。欽定訳聖書では"terror"（恐ろしい物）の語を用いる。実際はその用語はGeorge Joyeが最初に用いたものであり、Joyeが翻訳した詩篇は旧約聖書を訳す前のカヴァデールによる版に見られる。"bug"の語は1539年の大聖書や、1551年のマタイの聖書にも用いられている。

### Edmund Beckの聖書
"Wife-Beater's Bible" （妻叩きの聖書）
Edmund Becke版の1549年および1551年刊行の聖書中、ペトロの手紙一第3章第7節(1 Peter 3:7)においてBeckeにより次の脚注が付けられている。「そしてもし妻が夫に対し従順でなく、役に立たない者ならば、敬虔の念を妻の頭に叩きこんでやらねばならない。無理矢理にでも妻としてのつとめを分からせて、その通りにさせるために。」

### 大聖書

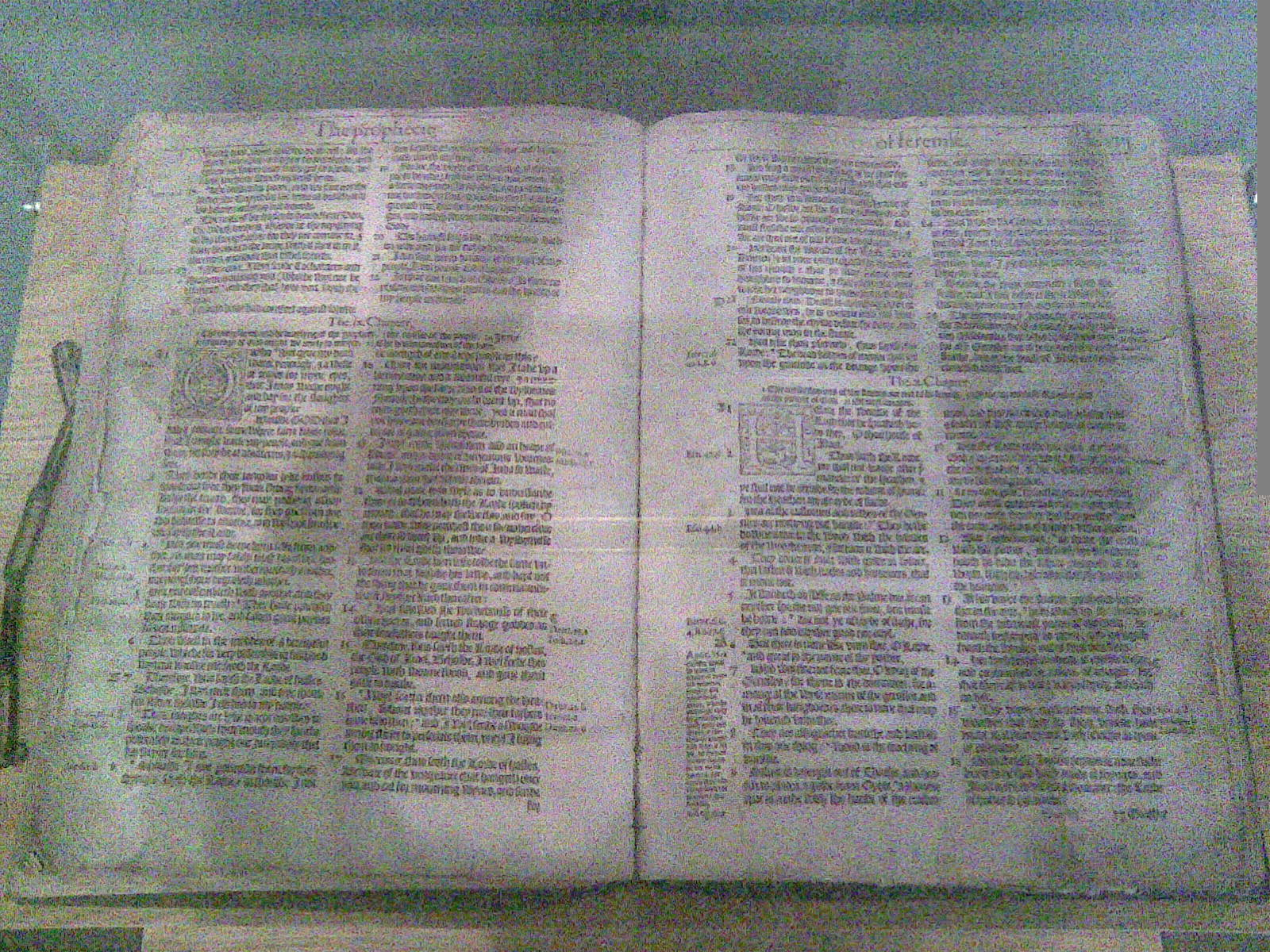
糖蜜聖書。イギリス、オックスフォードシャー、バンベリー、聖メアリー教会。

"Treacle Bible" （糖蜜聖書）
1549年刊行の大聖書では、エレミヤ書第8章第22節(Jeremiah 8:22)が「ギレアデに糖蜜(tryacle [treacle])があるではないか。……」と訳されている。現代の訳では通常"balm"（乳香）や"medicine"（薬）を用いる。初期近代英語において、"treacle"は「糖蜜」の他に、「万能薬」の意味も持っていた。

### ジュネーヴ聖書
"Breeches Bible" （猿股聖書、半ズボン聖書）
1579年にWhittingham、 GilbyおよびSampsonにより出版されたジュネーヴ聖書の版では、創世記第3章第7節(Genesis 3:7)が「（自分たちが裸であるとわかったアダムとイブは）いちじくの葉をつづり合わせて、猿股(breeches)を作った。」と訳されている。当該部分の意味は"coverings"（腰を覆う物）と解釈するのが一般的であり、欽定訳聖書では"aprons"（前掛け）と訳している。
"Place-maker's Bible" （場所つくりの聖書）
1562年刊行の第2版では、マタイによる福音書第5章第9節(Matthew 5:9)（真福九端の一節）が「場所をつくり出す人たち(placemakers)は、さいわいである、彼らは神の子と呼ばれるであろう。」と書かれている。正しくは"peacemakers"（平和をつくり出す人たち）とするべきである。
同聖書ではルカによる福音書第21章の表題を「キリストは貧しいやもめを強く非難する(condemneth)」としている。正しくは"commendeth"（称賛する）である。

### ドゥアイ聖書
"Rosin Bible" （松脂聖書）
1610年のドゥアイ聖書において、エレミヤ書第8章22節は「ギレアデに松脂(rosen [rosin])があるではないか。……」と訳されている。
"Manchester edition" （マンチェスター版）
1793年。レビ記第3章表題と第1節において"beeves"（"beef"（牛肉）の複数形）とすべきところを"bees"（蜂）と誤って、「酬恩祭の犠牲として蜂、羊、子羊、山羊はいかにささげられるべきか」と書かれている。

### 欽定訳聖書

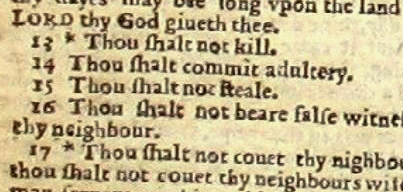
姦淫聖書。第14節が"thou shalt commit adultery"とある。

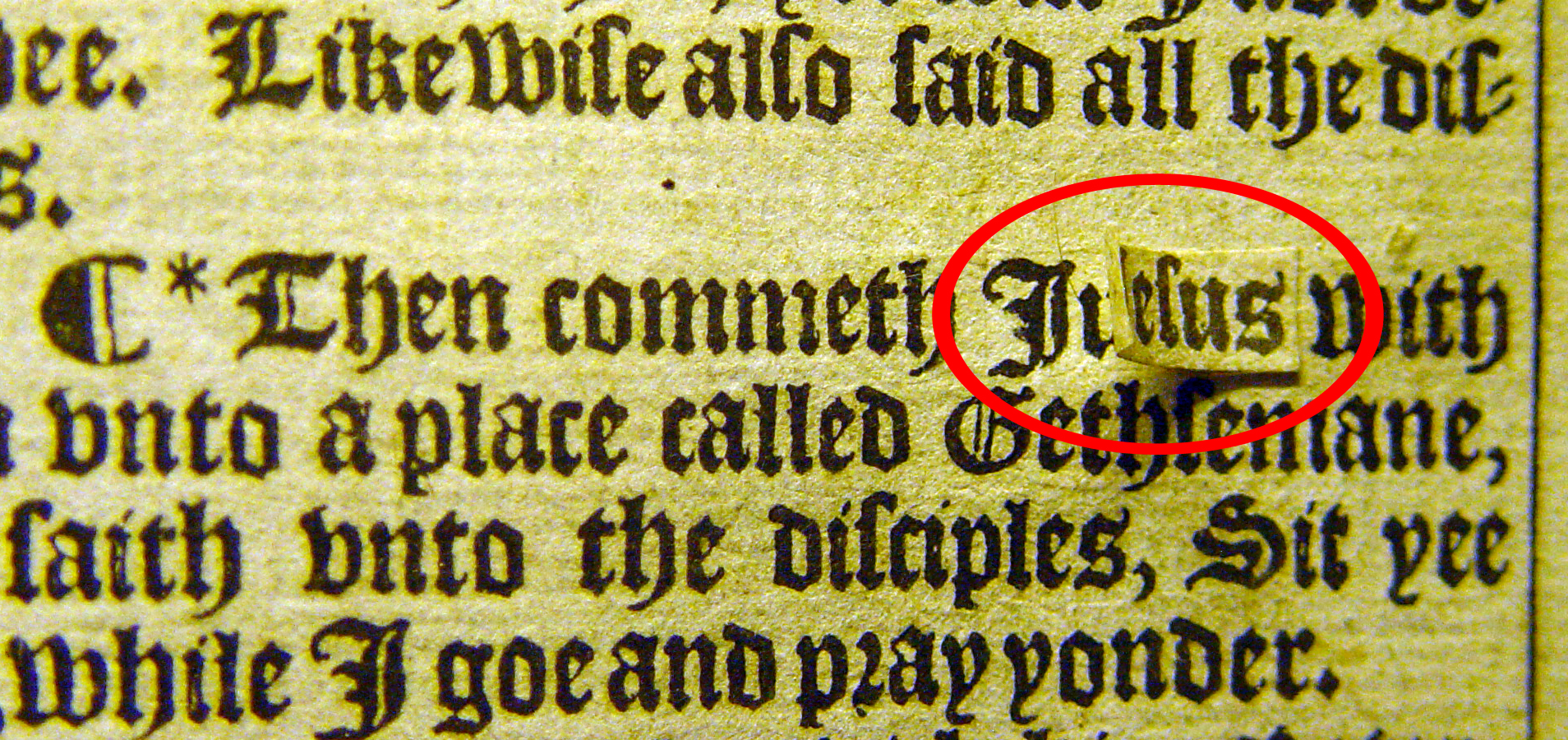
ユダの聖書。イギリス、デヴォン、トトネス、聖メアリ教会所蔵。1613年、ジェームズ1世の命でロバート・バーカーにより印刷された欽定訳聖書の二つ折り版。トトネス市長が用いる為に教会に与えられた。
この版はマタイ26章36節に、イエスではなくユダの名が現れることから「ユダの聖書」として知られる。赤丸で示された誤植箇所は上から紙を貼り付けて訂正してある。

欽定訳聖書は様々なところから出版されており、誤植も多様に存在する。有名な例には特有の通称が付けられている。
The Blasphemous Comma （冒涜的なコンマ）
複数の版において見られる。ルカによる福音書第23章第32節(Luke 23:32)、"And there were also two others, malefactors, led with him to be put to death."（さて、（イエスと共に刑を受けるために、）ほかにふたりの犯罪人も引かれていった。）という文において、"others,"のsとコンマが脱落し、"... two other malefactors, ..."となる部分が現れた。
"two other malefactors"という表現は、ふたりの他にも別の犯罪人がいることを示唆している。文脈上、イエスがその「別の犯罪人」であるとも解釈できてしまう。
"Printers Bible" （印刷屋の聖書）
1612年。いくつかの聖書では詩篇第119篇第161節(Psalm 119:161)「もろもろの君(Princes)はゆえなくわたしをしえたげます。しかしわが心はみ言葉をおそれます。」という文が、「もろもろの印刷屋(Printers)は……。」と誤植されている。
"Judas Bible" （ユダの聖書）
1613年。マタイによる福音書第26章第36節(Matthew 26:32)において、本来はイエス(Jesus)が弟子たちに語りかける場面だが、発言者の名前がユダ(Judas)と誤植されている。
"Wicked Bible" （邪悪聖書）
1631年、ロバート・バーカーとマーティン・ルーカスにより刊行。"Adulterous Bible"（姦淫聖書）、"Sinner's Bible"（罪人の聖書）とも称される。出エジプト記第20章第14節(Exodus 20:14)において、"commit"の前に入る欠けてはならない"not"が欠落し、第七戒が"Thou shalt commit adultery."（汝姦淫すべし）となった。
"More Sea Bible"
1641年。ヨハネの黙示録第21章第1節(Revelation 21:1)、"...the first heaven and the first earth were passed away and there was no more sea."、「わたしはまた、新しい天と新しい地とを見た。先の天と地とは消え去り、海もなくなってしまった。」とするべき文から"no"が欠落した。
"Unrighteous Bible" （不義の聖書）
1653年、ケンブリッジ・プレス。"Wicked Bible"（邪悪聖書）とも称される。コリントの信徒への手紙一第6章第9節(1 Corinthians 6:9)"から、"inherit"の前の"not"が除かれ、"Know ye not that the unrighteous shall inherit the kingdom of God?"（正しくない者が神の国をつぐのを、知らないのか。）という文になった。
加えて、ローマの信徒への手紙第6章第13節(Romans 6:13)、"Neither yield ye your members as instruments of righteousness into sin..." （また、あなたがたの肢体を正義の武器として罪にささげてはならない。）という文中の"righteousness"（正義）とされている部分は、正しくは"unrighteousness"（不義）である。
"Sin On Bible"
1716年。エレミヤ書第31章第34節(Jeremiah 31:34)に"I will remember their sin on more" と読める部分があるが、正しくは"sin no more"（もはやその罪を思わない）である。
"Vinegar Bible" （酢の聖書）
1717年、クラレンドン・プレスのJ・バスケットが出版。ルカによる福音書第20章表題"The Parable of the Vineyard"（葡萄畑の寓話）が"The parable of the Vinegar"（酢の寓話）と誤植された。この聖書は他にも全体を通して誤植の例に事欠かなかったために、出版者の名とかけて「バスケット一杯の誤植」と評された。2008年、1部が5,000ドルで販売された。
"The Fools Bible" （馬鹿者聖書）
1763年。詩篇第14篇第1節(Psalm 14:1)、"the fool hath said in his heart there is no God"（愚かな者は心のうちに「神はない」と言う）とすべきところを、誤って"there is a God"（神はある）とした。印刷者は3,000ポンドの罰金を科せられ、問題の聖書は全て処分させられた。
"Denial Bible"  （否認聖書）
1792年。ルカによる福音書第22章第34節(Luke 22:34)において、イエスを知らないという(deny)使徒の名前が、ペテロ(Peter)ではなくフィリポ(Phillip)になっている。
"Murderer's Bible" （人殺しの聖書）
1801年。ユダの手紙第16節(Jude 1:16)中の"murmures"(不平を並べる者)が"murderers"(人を殺す者)と誤植された。結果、"These are murderers, complainers, walking after their own lusts; and their mouth speaketh great swelling words, having men's persons in admiration because of advantage."（彼らは人を殺し、不満を鳴らす者であり、自分の欲のままに生活し、その口は大言を吐き、利のために人にへつらう者である。）という文になった。
"Lions Bible" （獅子の聖書）
1804年。列王記上第8章第19節(1 Kings 8:19)に見られる"thy son that shall come forth out of thy lions"（あなたの獅子から出るあなたの子）という語句は、正しくは"loins"（身）とするべきものである。
この版にはまた別に、民数記第35章第18節(Numbers 35:18)にも"The murderer shall surely be put together"（故殺人は必ずまとめられなければならない）という誤文が存在するが、これは"... put to death"（……殺されなければならない）が正しい。
"To-remain Bible" （残すべき聖書）
1805年。ガラテヤの信徒への手紙第4章第29節(Garatians 4:29)において"the Spirit"の後のコンマを削除すべきか否かについて尋ねられたため、校正者が余白部に"to remain"（残すべき）と書き込んだ。この付注が文中に組み込まれ、またコンマは削除された。結果、"But as then he that was born after the flesh persecuted him that was born after the Spirit to remain even so it is now."（しかし、その当時、肉によって生れた者が、残すべき霊によって生れた者を迫害したように今でも同様である。）という文となった。
"Discharge Bible" （解放聖書）
1806年。テモテへの手紙一第5章第21節(1 Timothy  5:21)の"charge"（おごそかに命じる）が"discharge"（解放する）に入れ替わり、次のような文となった。"I discharge thee before God, and the Lord Jesus Christ, and the elect angels, that thou observe these things without preferring one before another, doing nothing by partiality."、（わたしは、神とキリスト・イエスと選ばれた御使たちとの前で、あなたを解放する。これらのことを偏見なしに守り、何事についても、不公平な仕方をしてはならない。）
"Standing Fishes Bible" （立つ魚の聖書）
1806年。エゼキエル書第47章第10節(Ezekiel  47:10)の"fishers"（すなどる者、漁師）が"fishes"（魚）と誤植されたため、次のような文となった。"And it shall come to pass, that the fishes shall stand upon it from Engedi even unto Eneglaim; they shall be a place to spread forth nets; their fish shall be according to their kinds, as the fish of the great sea, exceeding many."（魚が、海のかたわらに立ち、エンゲデからエン・エグライムまで、網を張る所となる。その魚は、大海の魚のように、その種類がはなはだ多い。）
"Idle Shepherd" （怠け者の牧者）
1809年。ゼカリヤ書第11章第17節(Zechariah 11:17)に"the idle shepherd" （怠け者の牧者）という語句が見られるが、正しくは"idol shepherd"（愚かな牧者）である。
"Ears To Ear Bible"
1810年。マタイによる福音書第13章第43節(Matthew 13:43)、"...Who has ears to ear, let him hear."（耳のある者は聞くがよい。）と読める箇所がある。正しい語句は"ears to hear"（聞く耳）。
同聖書中のヘブライ人への手紙第9章第14節(Hebrews 9:14)は"How much more shall the blood of Christ ... purge your conscience from good works to serve the living God." （……キリストの血は、なおさら、わたしたちの良心をきよめて良いわざを取り除き、生ける神に仕える者としないであろうか。）とあるが、正しくは"dead work"（死んだわざ）である。
"Wife-hater Bible" （妻嫌いの聖書）
1810年。ルカによる福音書第14章第26節(Luke 14:26)において"life"（命）が"wife"（妻）に置き換わった結果、"If any man come to me, and hate not his father, and mother, and wife, and children, and brethren, and sisters, yea, and his own wife also, he cannot be my disciple."（だれでも、父、母、妻、子、兄弟、姉妹、さらに自分の妻までも捨てて、わたしのもとに来るのでなければ、わたしの弟子となることはできない。）となり、文中に妻が二度現れることになった。
"The Large Family Bible" （大家族の聖書）
1820年。イザヤ書第66章第9節(Isaiah 66:9)が"Shall I bring to birth and not cease to bring forth?"（わたしが出産に臨ませて産ませることがあろうか）となっているが、正しくは "Shall I bring to birth and not cause to bring forth?"（わたしが出産に臨ませて産ませないことがあろうか）である。
"Rebecca's Camels Bible" （リベカのらくだの聖書）
1823年。創世記第24章第61節(Genesis 24:61)において"damsels"（侍女たち）が"camels"（らくだたち）に置き換わり、"And Rebecca arose, and her camels, and they rode upon the camels, and followed the man: and the servant took Rebecca and went his way."（リベカは立ってらくだたちと共にらくだに乗り、その人に従って行った。しもべはリベカを連れて立ち去った。）という文になった。
"Owl Bible" （フクロウの聖書）
1944年。ペトロの手紙一第3章第5節(1 Peter 3:5)において"own"が"owl"に置き換わり、"For after this manner in the old time the holy women also, who trusted God, adorned themselves, being in subjection to their owl husbands."（むかし、神を仰ぎ望んでいた聖なる女たちも、このように身を飾って、そのフクロウの夫に仕えたのである。）という文が生じた。この誤植は印刷版の"n"の文字が損傷していたために起きたものである。
"the darkness overcomes it"
1970年刊行のKing James II New Testament（Jay P. Greenによる欽定訳聖書の改訳版。題にKing James IIとあるが、ジェームズ2世とは無関係）において、ヨハネによる福音書第1章第5節(John 1:5)は"And the light shines in the darkness, and the darkness overcomes it."（光はやみの中に輝いている。そして、やみはこれに勝った。）となっている。翌年発行の第2版では"the darkness does not overcome it"（やみはこれに勝たなかった。）と訂正された。

### エルサレム聖書
"Pay for peace"
1966年刊行の英訳エルサレム聖書の初版において、詩篇第122篇第6節(Psalm 122:6) 、"Pray for peace"（エルサレムのために平安を祈れ）という文が"Pay for peace"（エルサレムの平安のために払え）と誤植されている。